# Heliconius tumatumari
Heliconius tumatumari är en fjärilsart som beskrevs av William James Kaye 1906. Heliconius tumatumari ingår i släktet Heliconius och familjen praktfjärilar. Inga underarter finns listade i Catalogue of Life.